# Dacodraco
Dacodraco is een monotypisch geslacht van straalvinnige vissen uit de familie van krokodilijsvissen (Channichthyidae).

## Soort
- Dacodraco hunteri (Waite, 1916)